# رضا التاورغي
رضا ميلاد التاورغي (مواليد 29 مايو 1979) هو لاعب كرة قدم ليبي يلعب في مركز قلب الدفاع مع نادي الترسانة، ومنتخب ليبيا لكرة القدم.